# Mécanique quantique relationnelle
La mécanique quantique relationnelle (MQR) est une interprétation de la mécanique quantique qui traite l'état d'un système quantique comme étant dépendant de l'observateur, c'est-à-dire que l'état est la relation entre l'observateur et le système. Cette interprétation a été décrite pour la première fois par Carlo Rovelli en 1994, et a été développée depuis par un certain nombre de théoriciens. Elle s'inspire d'une idée clé de la relativité restreinte, selon laquelle les détails d'une observation dépendent du cadre de référence de l'observateur, et utilise certaines idées de Wheeler sur l'information quantique.
Le contenu physique de la théorie ne concerne pas les objets en eux-mêmes, mais les relations entre eux. Comme le dit Rovelli : « La mécanique quantique est une théorie sur la description physique des systèmes physiques par rapport à d'autres systèmes, et apporte une description complète du monde ».
L'idée essentielle derrière la MQR est que différents observateurs peuvent donner des comptes rendus différents et pourtant exacts du même système. Par exemple, dans l'exemple du chat de Schrödinger, un observateur qui a ouvert la boite décrit le chat dans un état propre « effondré » soit « mort », soit « vivant » tandis qu'un deuxième observateur, qui n'a pas ouvert la boite, décrit le chat dans la superposition d'états « mort » et « vivant », et décrit le premier observateur (qu'il ne voit pas) comme une superposition corrélée de deux états : « un observateur qui voit un chat mort » et « un observateur qui voit un chat vivant ».
La MQR soutient qu'il s'agit d'une image complète du monde parce que la notion d’état est selon elle toujours relative à un observateur. Il n'existe pas de compte-rendu d'un « réel » privilégié. Le vecteur d'état de la mécanique quantique conventionnelle devient une description de la corrélation de certains degrés de liberté de l'observateur, par rapport au système observé. Les termes « observateur » et « observé » s'appliquent à tout système arbitraire, microscopique ou macroscopique. La limite classique est une conséquence des systèmes consistant en l'agrégation de sous-systèmes très fortement corrélés. Une mesure est ainsi décrite comme une interaction physique ordinaire où deux systèmes deviennent corrélés à un certain degré l'un par rapport à l'autre.
Selon les partisans de l'interprétation relationnelle, cette approche résout certaines difficultés d'interprétation traditionnelles de la mécanique quantique. En abandonnant notre préconception d'un état privilégié global, les questions autour du problème de la mesure et du réalisme local sont résolues.

## Histoire et développement
L'idée de la mécanique quantique relationnelle est née d'une comparaison entre les paradoxes posés par les interprétations de la mécanique quantique et ceux résultant des transformations de Lorentz avant le développement de la relativité restreinte. Selon Rovelli , de la même façon que les interprétations pré-relativistes des équations de Lorentz étaient compliquées par la supposition de l'existence d'un temps indépendant de l'observateur, des hypothèses inappropriées compliquent les tentatives de donner un sens au formalisme quantique. Ainsi, la MQR rejette l'hypothèse de l'existence d'un état indépendant de l'observateur d'un système.
L'idée a été développée par Lee Smolin  et Louis Crane, qui ont tous deux appliqué le concept à la cosmologie quantique. La MQR a été appliquée au paradoxe EPR, révélant non seulement une cohérence entre la mécanique quantique et la relativité restreinte, mais une indication formelle d'un caractère absolument local à la réalité,.

## Problèmes et discussions
La question est de savoir si MQR nie toute réalité objective, ou autrement dit : que la réalité n'est que subjectivement connaissable. Rovelli limite la portée de cette affirmation en déclarant que MQR se rapporte aux variables d'un système physique et non à des propriétés intrinsèques constantes, telles que la masse et la charge d'un électron. En effet, la mécanique quantique en général ne fait que prédire le comportement d'un système physique dans diverses conditions. En mécanique classique, ce comportement est représenté mathématiquement dans un espace des phases avec certains degrés de liberté ; en mécanique quantique, il s'agit d'un espace d'états, représenté mathématiquement comme un espace de Hilbert complexe multidimensionnel, dans lequel les dimensions correspondent aux variables ci-dessus. Dorato, cependant, soutient que toutes les propriétés intrinsèques d'un système physique, y compris la masse et la charge, ne sont connaissables que dans une interaction subjective entre l'observateur et le système physique. La pensée tacite derrière cela est que les propriétés intrinsèques sont également essentiellement des propriétés quantiques.